# 吉氏朴腿螳属
吉氏朴腿螳属（学名：Gigliotoscelis），也称作吉托朴腿螳属，为朴腿螳科的一个属。

## 下属物种
本属包括以下物种：
- 近似吉氏朴腿螳 Gigliotoscelis simulans (Giglio-Tos, 1913)